# コバラミン(II)レダクターゼ
コバラミン(II)レダクターゼ（cob(II)alamin reductase）は、ポルフィリンおよびクロロフィル代謝酵素の一つで、次の化学反応を触媒する酸化還元酵素である。
2 コバラミン(I) + NAD+ {\displaystyle \rightleftharpoons } 2 コバラミン(II) + NADH + H+
この酵素の基質はコバラミン(I)とNAD+で、生成物はコバラミン(II)、NADHとH+である。補因子としてFADを用いる。
この酵素は酸化還元酵素に属し、NAD+またはNADP+を受容体として金属イオンを特異的に酸化する。組織名はcob(I)alamin:NAD+ oxidoreductaseで、別名にvitamin B12r reductase、B12r reductase、NADH2:cob(II)alamin oxidoreductaseがある。